# Abantészek
Abantészek, ókori görög néptörzs. Eredetük vitatott, a legtöbben Euboia sziget őslakóinak tartják őket. Már Homérosz is említést tett róluk, miszerint Elephenor vezetése alatt negyven hajóval vonultak Trója falai alá, amikor pedig Trója bevétele után hazafelé vonultak, egy vihar nyolc hajójukat Illíria partjaihoz vetette, ahol benépesítették Abantiszt. Az antik források mint félvad törzset emlegetik őket, akik fejük előrészét kopaszra nyírták, hátul viszont hosszú hajat növesztettek. Hérodotosz közlése szerint tekintélyes részük a kis-ázsiai ión városok lakóihoz tartozott.